# Matthias Meyer (Literaturwissenschaftler)
Matthias Meyer (* 9. Dezember 1959 in Hannover) ist ein deutscher Literaturwissenschaftler und Mediävist. Er lehrt Ältere deutsche Sprache und Literatur am Institut für Germanistik der Universität Wien.

## Leben
Nach seinem Studium der Germanistik, Slawistik sowie Mittlerer und Neuerer Geschichte an der Universität Heidelberg und der Freien Universität Berlin (FU Berlin) war er zunächst als wissenschaftlicher Mitarbeiter an der FU Berlin und der Universität Bielefeld tätig und hatte danach eine Gastdozentur an der Universität Peking und Gastprofessuren an der Universität Wien sowie der FU Berlin inne.
Seit 2007 lebt Meyer in Wien und arbeitet an der Universität Wien als Universitätsprofessor für Ältere deutsche Literatur mit besonderer Berücksichtigung des Spätmittelalters unter Einbeziehung der frühen Neuzeit; ab 2010 war er Vizedekan und war ab 2012 bis 2016 Dekan der Philologisch-Kulturwissenschaftlichen Fakultät der Universität Wien.
Meyer ist seit deren Gründung Schatzmeister der Heimito von Doderer-Gesellschaft.

## Werke
- Die Verfügbarkeit der Fiktion. Interpretationen und poetologische Untersuchungen zum Artusroman und zur aventiurehaften Dietrichepik des 13. Jahrhunderts. Heidelberg 1994, ISBN 3-8253-0176-1 (= GRM-Beiheft 12; Druckfassung der Dissertation).
- Aventiuren des Geschlechts. Modelle von Männlichkeit in der Literatur des 13. Jahrhunderts. (Hrsg. mit Martin Baisch, Hendrikje Haufe, Michael Mecklenburg, Andrea Sieber) Göttingen 2003, ISBN 3-89971-130-0.
- Das Abenteuer der Genealogie. Vater-Sohn-Beziehungen im Mittelalter. (Hrsg. mit Johannes Keller, Michael Mecklenburg) Göttingen 2006, ISBN 3-89971-203-X.